# NGC 5344
NGC 5344 је спирална галаксија у сазвежђу Мали медвед која се налази на NGC листи објеката дубоког неба.
Деклинација објекта је + 73° 57' 12" а ректасцензија 13h 50m 12,0s. Привидна величина (магнитуда) објекта NGC 5344 износи 14,7 а фотографска магнитуда 15,5. NGC 5344 је још познат и под ознакама CGCG 336-26, NPM1G +74.0102, PGC 49085.